# (31722) 1999 JG61
1999 JG61 (asteroide 31722) é um asteroide da cintura principal. Possui uma excentricidade de 0.08593890 e uma inclinação de 9.90651º.
Este asteroide foi descoberto no dia 10 de maio de 1999 por LINEAR em Socorro.